# Mammillaria uncinata
Mammillaria uncinata (укр. Мамілярія гачкувата, мамілярія унцината) — сукулентна рослина з роду мамілярія (Mammillaria) родини кактусових (Cactaceae).

## Історія

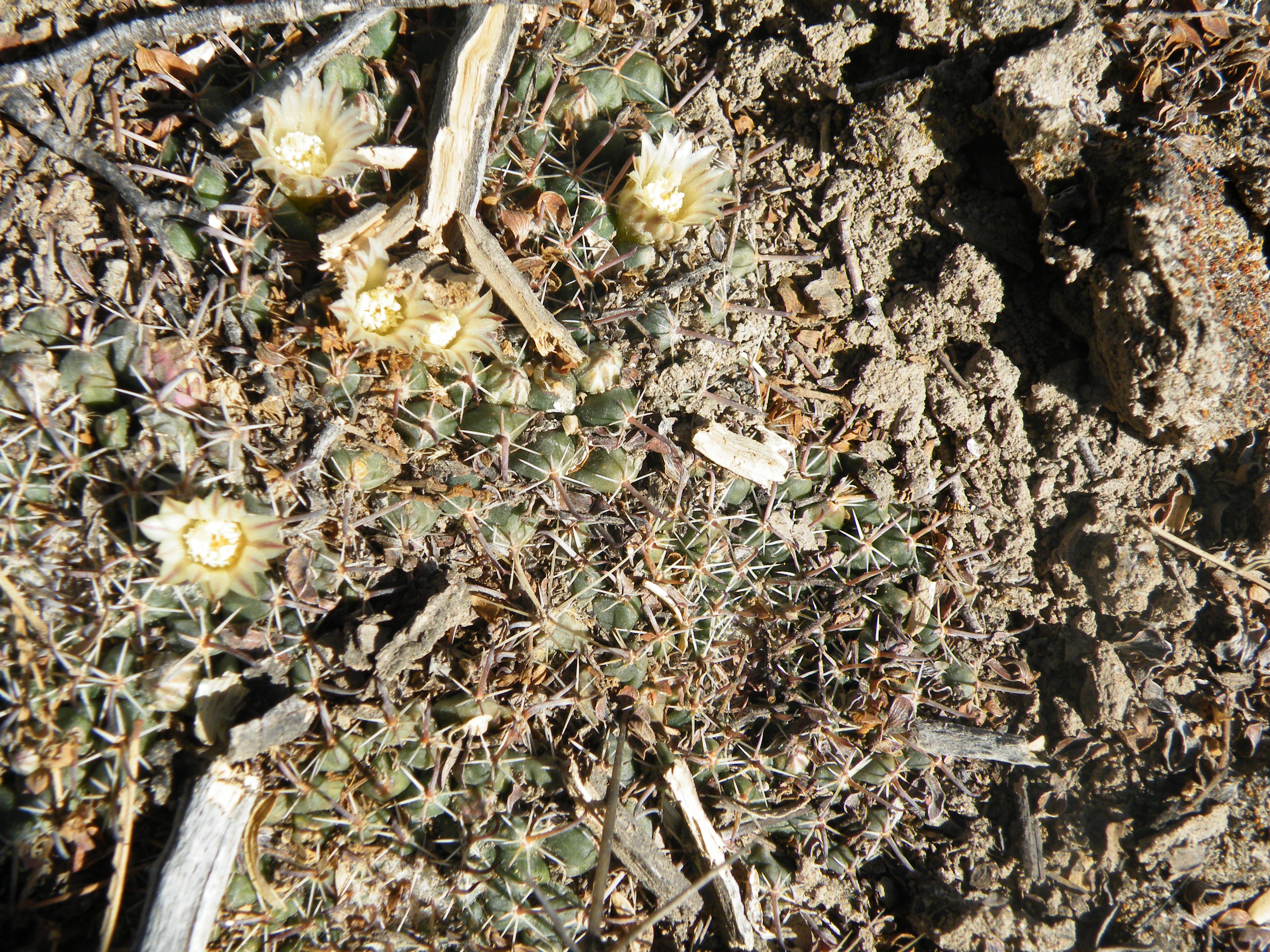
Mammillaria uncinata у рідному середовищі на повороті до Серрітоса Сан-Луїс-Потосі

Вид вперше описаний німецьким ботаніком Людвігом Георгом Карлом Пфайффером (нім. Ludwig Georg Karl Pfeiffer, 1805—1877) у 1837 році у виданні нім. «Enumeratio Diagnostica Cactearum» з назвою, запропонованою німецьким ботаніком Йозефом Ґергардом Цуккаріні (нім. oseph Gerhard Zuccarini, 1797—1848).

## Етимологія
Видова назва означає «гачкувата», вказуючи на форму колючок.

## Ареал і екологія
Mammillaria uncinata є ендемічною рослиною Мексики. Ареал розташований у штатах Керетаро, федеральний округ Мехіко, Гуанахуато, Агуаскальєнтес, штат Мехіко, Нуево-Леон, Сан-Луїс-Потосі, Коауїла, Пуебла, Халіско, Сакатекас, Ідальго. Рослини зростають на висоті від 1500 до 2800 метрів над рівнем моря на низьких ділянках на вулканічних породах, дубових лісах, ксерофільних скребах і луках.

## Морфологічний опис
| Орган                                    | Опис |
| Рослини\| одиночні або іноді групуються. | |
| Коріння                                  | |
| Стебло                                   | здавлено-кулясте до кулястого, висотою 6-10 см, в діаметрі 8-10 см.                                                     |
| Епідерміс                                | темно-синьо-зелений. |
| Маміли                                   | тверді, пірамідальні, основа з кутами, з молочним соком.                                                                |
| Ареоли                                   | |
| Аксили                                   | спочатку вкриті пухом, пізніше голі.                                                                                    |
| Центральні колючки                       | 1, з гачками, рожево-сірі до темно-багрянисто-коричневих з темними кінцями, до 10 мм завдовжки.                         |
| Радіальні колючки                        | 3-6, верхні коротші і міцніші, прямі до трохи зігнутих, рожевувато- до сірувато-білих, завдовжки 5-6 мм.                |
| Квіти                                    | жовтуваті або білі з коричнево-червоними центральними прожилками на пелюстках, завдовжки 15-20 мм, до 15 мм в діаметрі. |
| Бутони                                   | |
| Зовнішні пелюстки                        | |
| Внутрішні пелюстки                       | |
| Тичинки                                  | |
| Маточка                                  | |
| Плоди                                    | булавоподібні, багрянисто-червоні, завдовжки 10-18 мм.                                                                  |
| Насіння                                  | коричневе. |

## Чисельність, охоронний статус та заходи по збереженню
Mammillaria uncinata входить до Червоного списку Міжнародного союзу охорони природи видів, з найменшим ризиком (LC).
Цей вид відносно часто трапляється на рівнинних районах. Для сільського господарства також кращі плоскі ділянки, де цей вид росте, і, таким чином, площа зайнятості була зменшена, однак не було відомо про великі загрози. Поточний тренд чисельності рослин зменшується, але не знижується зі швидкістю, достатньою для того, щоб претендувати на потрапляння до категорії видів, близьких до загрозливого стану.
Mammillaria uncinata зустрічається на декількох природоохоронних територіях.
Охороняється Конвенцією про міжнародну торгівлю видами дикої фауни і флори, що перебувають під загрозою зникнення (CITES).

## Використання та торгівля
Цей вид іноді використовується як корм під час посух або нестачі продуктів харчування. Він також вирощується як декоративна рослина.